# Sara Jane Moore
Sara Jane Moore (* 15. Februar 1930 als Sara Jane Kahn in Charleston, West Virginia, USA) ist eine US-amerikanische Attentäterin.

## Leben
Sara Jane Moore versuchte am 22. September 1975 vor dem St.-Francis-Hotel in San Francisco den damaligen US-amerikanischen Präsidenten Gerald Ford zu ermorden. Dies geschah nur 17 Tage, nachdem das ehemalige Mitglied der Manson Family Lynette „Squeaky“ Fromme ihrerseits versucht hatte, Ford zu ermorden. Aus einer Entfernung von 12 Metern feuerte sie einen einzigen Schuss auf den Präsidenten ab. Das Geschoss verfehlte den Präsidenten, weil der Passant Oliver Sipple Moores Arm ergriff und sie dann zu Boden zog. Er verhinderte mit seiner Hand das erneute Abfeuern der Waffe. Der abgefeuerte Schuss aus Moores Revolver vom Kaliber .38 prallte vom Eingang des Hotels ab und verletzte einen Passanten leicht.
Moore hatte eine Ausbildung zur Krankenschwester begonnen, war Mitglied im Women’s Army Corps der Vereinigten Staaten und fünfmal verheiratet, bevor sie sich in den 1970er Jahren der „revolutionären Politik“ zuwandte. Während der Entführung von Patty Hearst wurde sie Informantin des FBI und sollte als Mitglied der Symbionese Liberation Army Informationen über die Entführer sammeln. Nach ihrer Enttarnung wandte sie sich von der Gruppe ab und wollte alleine das politische System aufrütteln.
Moore war zu einem früheren Zeitpunkt im Jahre 1975 vom Secret Service überprüft worden, jedoch sah man in ihr keine Gefahr für den Präsidenten.
Moore bekannte sich des versuchten Mordes am Präsidenten schuldig und wurde am 15. Januar 1976 zu lebenslanger Haft verurteilt. Sie wurde im Alderson Federal Prison Camp in Alderson (West Virginia) untergebracht, aus dem sie 1979 flüchtete, aber nach wenigen Stunden wieder gefasst wurde.
Sie wurde am 14. August 2009 aus dem Gefängnis entlassen.

## Zitate
- „I do regret I didn’t succeed, and allow the winds of change to start. I wish I had killed him. I did it to create chaos.“ (1976)[12]

„Ich bedauere, dass ich keinen Erfolg hatte und den Umschwung nicht einleiten konnte. Ich wünschte, ich hätte ihn getötet. Ich tat es, um Chaos zu verursachen.“
- „I didn’t want to kill anybody, but there comes a point when the only way you can make a statement is to pick up a gun.“[6]

„Ich wollte niemanden töten, aber es kommt der Punkt, an dem man eine Waffe in die Hand nehmen muss, um eine Aussage zu treffen.“